# Cesare Badiali

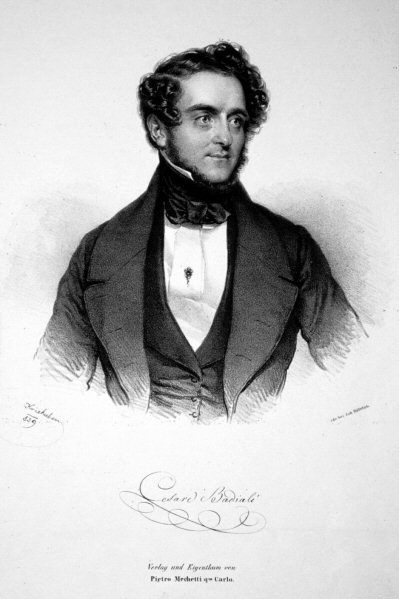
Una litografia di Cesare Badiali di Josef Kriehuber, 1839

Cesare Badiali (Bologna, 1810 – Bologna, 17 novembre 1865) è stato un baritono italiano.
Debuttò a Trieste nel 1827.

## Biografia
Durante la sua infanzia, la sua famiglia si trasferì a Imola. Qui,il giovane Badiali iniziò a studiare contrabbasso e liuto, usando le sue nuove abilità per esibirsi nelle chiese di Imola e occasionalmente altrove come cantante dilettante. Mentre passava all'età adulta, abbandonò la musica per un lavoro più sicuro come esattore delle tasse, in quanto intendeva prender moglie e crearsi una famiglia. Tuttavia, nel 1827, mentre si trovava a Bologna per diletto, il famoso Giovanni Tadolini scoprì i suoi talenti e lo incoraggiò a fare carriera con la sua voce, così come il suo futuro agente Bassi.
Inizialmente, Badiali rifiutò l'offerta di Bassi e tornò a Imola. Bassi offrì un nuovo contratto di millecinquecento franchi, che fu abbastanza per convincerlo a partire e lavorare a Trieste. Debuttò al Teatro Comunale, interpretando il sommo sacerdote degli israeliti in Il voto di Jefte di Generali. La popolarità di Badiali salì alle stelle e presto si ritrovò tra i suoi più grandi colleghi contemporanei. Cantò per la prima volta alla Scala di Milano nel 1830 e lo fece di nuovo nella stagione 1831-1832, cantando in Otto mesi in due ore di Donizetti. Per cinque stagioni, tra il 1832 e il 1838, si esibì in Spagna e Portogallo, e fu celebrato al suo primo impegno dopo il suo ritorno in Italia, ne Il pirata di Bellini. Badialli trascorse il periodo dal 1839 al 1842 cantando a Vienna e per tutto il 1840 con successo a Roma. Il decennio successivo lo passò viaggiando per il mondo, dall'America all'Inghilterra.
Ebbe una notevole amicizia con il compositore Gioachino Rossini. Badiali cantò nella casa di Rossini a Bologna nel 1830 mentre Rossini lo accompagnava al pianoforte. I due si incontrarono di nuovo a Parigi nel 1859 al Théâtre de la comédie italienne. Dell'eredità di Badiali rimane una voce incomparabilmente commovente. Alcuni avevano detto allora: "Non esiste un baritono drammatico che viva come quell'uomo [Badiali]".

## Influenza
La sua voce ha ispirato molti altri artisti. L'acclamato poeta americano Walt Whitman ha ricordato l'influenza di Badiali, affermando: "La mia vita da giovane era così satura di emozioni, rapimenti, sollievi, di tali esperienze musicali [come ascoltare Cesare Badiali]. . "